# Hoang Anh Tuan
Hoang Anh Tuan (en vietnamita: Hoàng Anh Tuấn) (Vietnam 1982) és un aixecador vietnamita, guanyador d'una medalla olímpica i esportista de l'any al Vietnam el 1998.

## Biografia
Va néixer el 12 de febrer de 1982 a la província de Bac Ninh, situada al nord del Vietnam.

## Carrera esportiva
Va participar en el -56 kg. classe masculina al Campionat d'Halterofília Mundial 2005 i va aconseguir una medalla de bronze, i al Campionat del Món d'halterofília de 2006 en el qual va guanyar la medalla de bronze, amb un total de 279 kg, acabant darrere Li Zheng i Sergio Alvarez Boulet.
Al Campionats d'Halterofília Asiàtic 2008, guanyà la medalla d'or en la classe dels homes de -56 kg, amb un total de 279 kg
Guanyà una medalla de plata als Jocs Olímpics d'Estiu de 2008 realitzats a Pequín (República Popular de la Xina) després d'alçar un total de 290 kg